# Chikkalahalli, Kanakapura
Chikkalahalli là một làng thuộc tehsil Kanakapura, huyện Ramanagara, bang Karnataka, Ấn Độ.